# 珍珠下口鯰
珍珠下口鯰為輻鰭魚綱鯰形目甲鯰科的其中一種，為熱帶淡水魚，分布於南美洲巴拉那河中上游流域，體長可達33公分，棲息在底層水域，生活習性不明。

## 扩展阅读
維基物種上的相關：珍珠下口鯰